# Jennifer Short

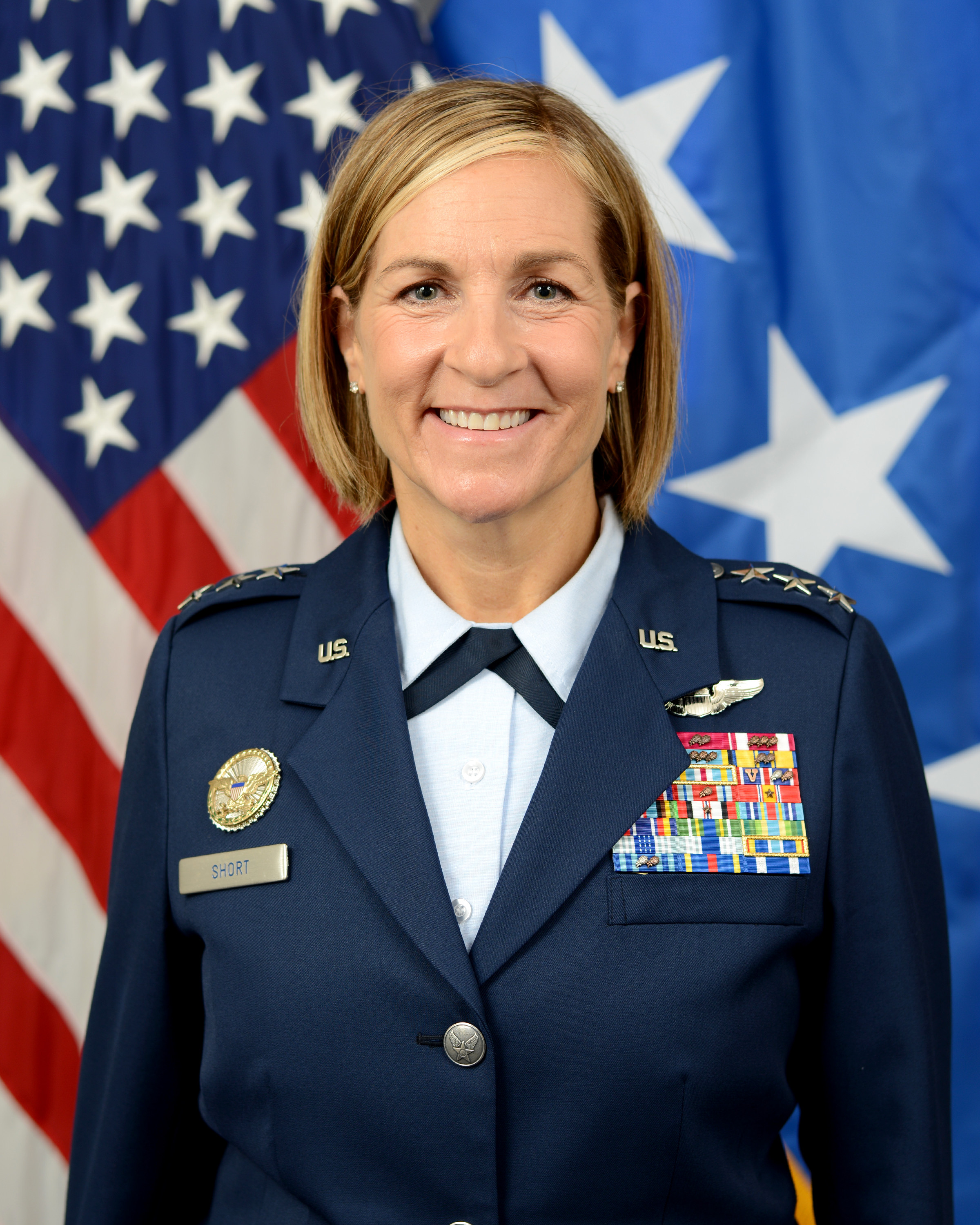
Jennifer Marie Short (2024)

Jennifer Marie Short (* 1970 oder 1971) ist eine ehemalige US-amerikanische Berufssoldatin der United States Air Force im Dienstgrad Lieutenant General und zuletzt als Senior Military Assistant to the Secretary of Defense eingesetzt.

## Leben
Jennifer Short ist die Tochter des ehemaligen Lieutenant Generals der United States Air Force Michael Charles Short (1944–2017) und studierte zunächst Marketing an der Arizona State University in Tempe und schloss dieses Studium 1993 mit einem Bachelor of Science ab, bevor sie in die United States Air Force eintrat, bis 1995 ihre Offizierausbildung abschloss und zum Second Lieutenant befördert wurde. Anschließend absolvierte sie bis März 1996 die Ausbildung zum Navigator auf der Randolph Air Force Base, bevor sie bis August 1996 auf der Little Rock Air Force Base in Arkansas auf dem Flugzeugtyp Lockheed C-130 ausgebildet wurde. Nach dieser Ausbildung war sie bis Mai 1998 als Navigator auf der Pope Air Force Base in North Carolina eingesetzt. Im Juni 1998 wurde sie auf die Vance Air Force Base in Oklahoma versetzt und dort und auf der Randolph Air Force Base zur Pilotin von Kampfflugzeugen ausgebildet. Von Oktober 1999 bis März 2000 schloss sich die Umschulung auf das Kampfflugzeug Fairchild-Republic A-10 auf der Davis-Monthan Air Force Base in Tucson, Arizona, an. Danach war sie bis Mai 2001 in der 25. Fighter Squadron auf der Osan Air Base in Südkorea eingesetzt und danach bis Juli 2005 auf dem gleichen Muster in der 354th und 355th Fighter Squadron erneut auf der Davis-Monthan AFB.
Anschließend ging sie für zwei Jahre in das Pentagon und war im Büro des United States Secretary of the Air Force eingesetzt; von Dezember 2007 bis Dezember 2009 war sie als Aide-de-camp beim Commander Pacific Air Forces auf der Joint Base Pearl Harbor-Hickam auf Hawaii versetzt bevor sie erneut auf das Muster A-10C umgeschult wurde und zunächst als Flugsicherheitsoffizier eingesetzt wurde, bevor sie von Januar 2012 bis Juli 2013 als Staffelkapitän die 358th Fighter Squadron in Arizona übernahm. Sie absolvierte 2007 einen Lehrgang für Stabsoffiziere am Air Command and Staff College auf der Maxwell-Gunter Air Force Base in Alabama als Fernstudium.
Von Juli 2013 bis Juni 2014 war sie als Lehrgangsteilnehmerin am National War College in Fort Lesley J. McNair in Washington, D.C. und von Juli 2014 bis Mai 2016 als Direktor der Rechtsabteilung im United States Central Command eingesetzt. Ab Juni 2016 übernahm sie zwei Truppenkommandos und führte bis Juni 2017 erst das 355th Fighter Wing auf der Davis-Monthan AFB und von Juli 2017 bis Mai 2019 als Geschwaderkommodore das 23rd Wing auf der Moody Air Force Base in Georgia. Danach wurde sie erneut nach Hawaii versetzt und nunmehr als Executive Assistant beim Commander, Pacific Air Forces verwendet. Nach ihrer Beförderung zum Brigadier General im August 2020 übernahm sie den Dienstposten des Chief of Staff der Pacific Air Forces ebenfalls in Hawaii.
Von Mai 2021 bis Mai 2023 war sie stellvertretende Abteilungsleiterin für strategische Planung im United States Indo-Pacific Command und wechselte im Juni 2020 erneut ins Pentagon, wurde zum Major General befördert und als Director, Legislative Liaison im Büro des Secretary of the Air Force eingesetzt. Im September 2024 trat sie ihre aktuelle Stelle als Senior Military Assistant to the Secretary of Defense ebendort an und wurde am 30. September 2024 zum Lieutenant General ernannt. Nach dem Regierungswechsel zur zweiten Regierung von Donald Trump und dem Amtsantritt von Pete Hegseth als Verteidigungsminister der Vereinigten Staaten wurde Short am 22. Februar 2025 von ihrem Amt entbunden und ging in den Ruhestand.
Sie hat mehr als 1800 Flugstunden und mehr als 430 Kampfeinsätze in den Operationen Southern Watch, Iraqi Freedom und Enduring Freedom absolviert. Ihr Bruder Christopher M. Short war bis 2019 ebenfalls Angehöriger der United States Air Force und ging als Brigadier General in den Ruhestand. Jennifer Short ist seit 2010 verheiratet.